# Camenca (Transnistrien)
Camenca (russisch Каменка Kamenka, ukrainisch Кам’янка Kam’janka) ist eine Stadt in Transnistrien bzw. Republik Moldau mit etwa 9400 Einwohnern. Sie ist Verwaltungshauptstadt des gleichnamigen Rajons und liegt am Fluss Dnestr.

## Geschichte

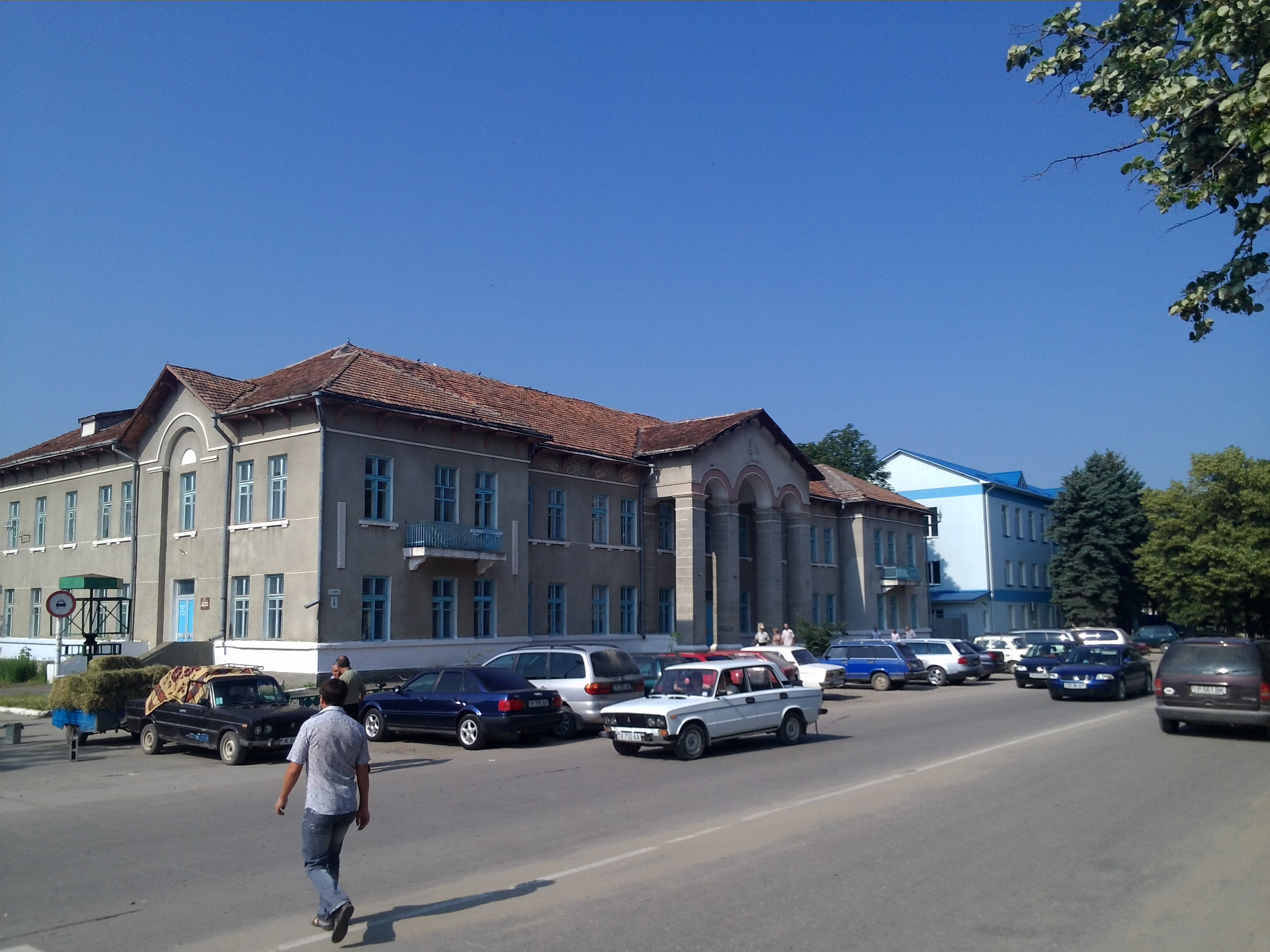
In der Stadt

Das Gebiet, in dem sich heute Camenca befindet, gehörte im frühen Mittelalter zur Kiewer Rus, zum Fürstentum Halytsch-Wolodymyr, später zum Großfürstentum Litauen und dann zu Polen-Litauen. Die erste urkundliche Erwähnung des heutigen Camenca erfolgte 1609, die Stadt sieht das Jahr 1608 heute als ihr Gründungsdatum an. Im Jahr 1793 fiel das Gebiet des heutigen Transnistriens, und damit auch Camenca, an das Russische Reich. Der deutsch-russische Adlige Pjotr Wittgenstein spielte im 19. Jahrhundert eine wichtige Rolle bei der Entwicklung der Stadt.
Nach der Oktoberrevolution wurde das Gebiet ein Teil der Sowjetunion und gehörte zunächst zur Ukrainischen Teilrepublik, ab 1940 dann zur Moldauischen SSR. Während des Zweiten Weltkriegs wurde die Region Transnistrien, und somit auch Camenca, kurzzeitig von Rumänien besetzt, 1944 aber von der Sowjetunion zurückerobert. Als die Sowjetunion 1991 zerfiel, beanspruchte nun Moldau die Region Transnistrien. Nach internen Spannungen sagte sich Transnistrien jedoch von Moldau los. Moldau versuchte die Region mit Waffengewalt zurückzuerobern, erlitt dabei jedoch eine Niederlage gegen transnistrische Truppen.
Transnistrien ist daher seit 1992 de facto unabhängig von Moldau, auch wenn dieser Status international bislang von keinem Staat anerkannt wurde und zumeist weiterhin als Teil Moldaus angesehen wird.

## Persönlichkeiten
- Viorel Barda (* 1981), Politiker